# Jurczyce (województwo dolnośląskie)
Jurczyce – wieś w Polsce, w województwie dolnośląskim, w powiecie wrocławskim, w gminie Kąty Wrocławskie.
Do 2024 r. miejscowość była przysiółkiem wsi Wszemiłowice. W latach 1975–1998 miejscowość administracyjnie należała do województwa wrocławskiego.
We wsi jest pałac (niem. Schloss Jürtsch) z lat 1872-1874, przebudowany około 1920.